# Moehringia tommasinii
Moehringia tommasinii är en nejlikväxtart som beskrevs av Marchesetti. Moehringia tommasinii ingår i släktet skogsnarvar, och familjen nejlikväxter. Inga underarter finns listade i Catalogue of Life.